# 카일 베커맨
카일 로버트 베커맨 (Kyle Robert Beckerman, 1982년 4월 23일, 메릴랜드주 크로프턴 ~) 은 미국의 전 축구 선수이다. 그의 포지션은 미드필더였으며, 현재 유타 밸리 울버린스의 감독으로 있다.

## 경력

### 유소년 축구
베커맨은 메릴랜드주 크로프턴 출신으로, 마거릿 "메그" (처녀명 래메이드) 과 폴 베커맨의 아들이다. 보이 지역의 여러 유소년 리그에 참가하면서 축구를 시작하였다. 그는 1999년에 뉴질랜드에서 열리는 1999년 U-17 FIFA 월드컵에 참가하기도 하였다. 그는 메릴랜드 주의 하이얏츠빌에 위치한 디메이터 가톨릭 고등학교에 입학하여 주립 레슬링 대회 우승을 거둔 경력이 있다. 그는 이후 어룬델 고등학교로 전학하여 졸업하였고, 2000년 6월 27일에 MLS와 나이키 프로젝트-40 계약을 맺었다. 그러나, 베커맨은 이전까지 고작 몇년동안 리그에 출전하였었고, 랜던 도너번, 다마커스 비즐리, 오구치 오니예우, 그리고 바비 컨비와 함께 미국 축구 협회 브래던턴 아카데미의 1기 학생들 중 한명이었다.

### 프로 경력
리그와의 계약 이틀 후, 마이애미 퓨전이 베커맨을 영입하였다. 베커맨은 첫해에 A-리그에서 다리 부상을 당한지 14초만에 110분 출전에 그쳤고, 처음 2년동안 그리 많은 출장을 하지 못하였다. 그는 2000년에 MLS 프로젝트 40으로 임대되었다.
퓨전과의 계약이 2001 시즌 말까지 됨에 따라, 베커맨은 2002년 MLS 해산 드래프트로 인해 콜로라도 래피즈의 11번째 선수로 선택되었다. 래피즈에서의 첫 해에, 베커맨은 또다시 많은 출전 기회를 잡지 못하였고, 477분 출전하여 1어시스트에 그쳤다. 그러나, 그는 두번째 시즌에 대 도약을 하여 24경기에 2124분동안 출전하였고, 중앙 미드필더로 5어시스트를 적립하였다. 베커맨은 2004년에도 같은 활약을 이어나가 꾸준히 주전으로 출전하였으나, 그리 인상적인 활약을 하지는 못하였다. 베커맨은 2005년과 2006년 시즌에도 주전을 유지하였고, 래피즈에서 중대한 역할을 맡았다. 그는 2006년 시즌을 7골 4어시스트로 마감하면서, 스스로를 콜로라도의 최고 공격형 선수로 올려놓았다.
2007년 7월 16일, 베커맨은 메디 발루시와 교환되어 레알 솔트레이크로 이적하였다. 그는 시즌 중반에 RSL에 합류함에도 불구하고, 팀 리더로써의 입지를 굳혔다. 2008년 시즌 초, 그는 주장 완장을 가져갔다. 그는 이 시즌에 38번의 솔트레이크 경기에 모두 출전하여쏙, 팀은 서부 컨퍼런스 결승전 (팀의 첫 플레이오프 출전) 진출에 성공하였다. 2008년, 그는 2년 연속으로 MLS 올스타 선수로 선정되었다.
베커맨은 2009년 시즌에도 RSL의 팀 주장 지위를 유지하였다. 시즌 중, 그는 MLS 역사상 최연소로 200경기 출전을 달성한 선수가 되었다. 시즌 중반, MLS 위원 던 가버는 베커맨과 그의 팀 동료 하비에르 모랄레스를 7월 29일, 유타주 샌디의 리오 틴토 스타디움에서 열리는 2009년 MLS 올스타 게임의 명단에 이름을 올렸다. RSL은 정규 시즌 동안 순위가 요동쳤고, 연패 기록을 세우면서 (11-12-7) 포스트시즌 경기에 간신히 참가할 수 있었다. 그러나 베커맨의 리더쉽 하에, 팀은 플레이오프에서 압도적인 모습을 선보였고, 2009년 MLS컵에서 로스앤젤레스 갤럭시를 승부차기 끝에 꺾으며 쟁취하였다.

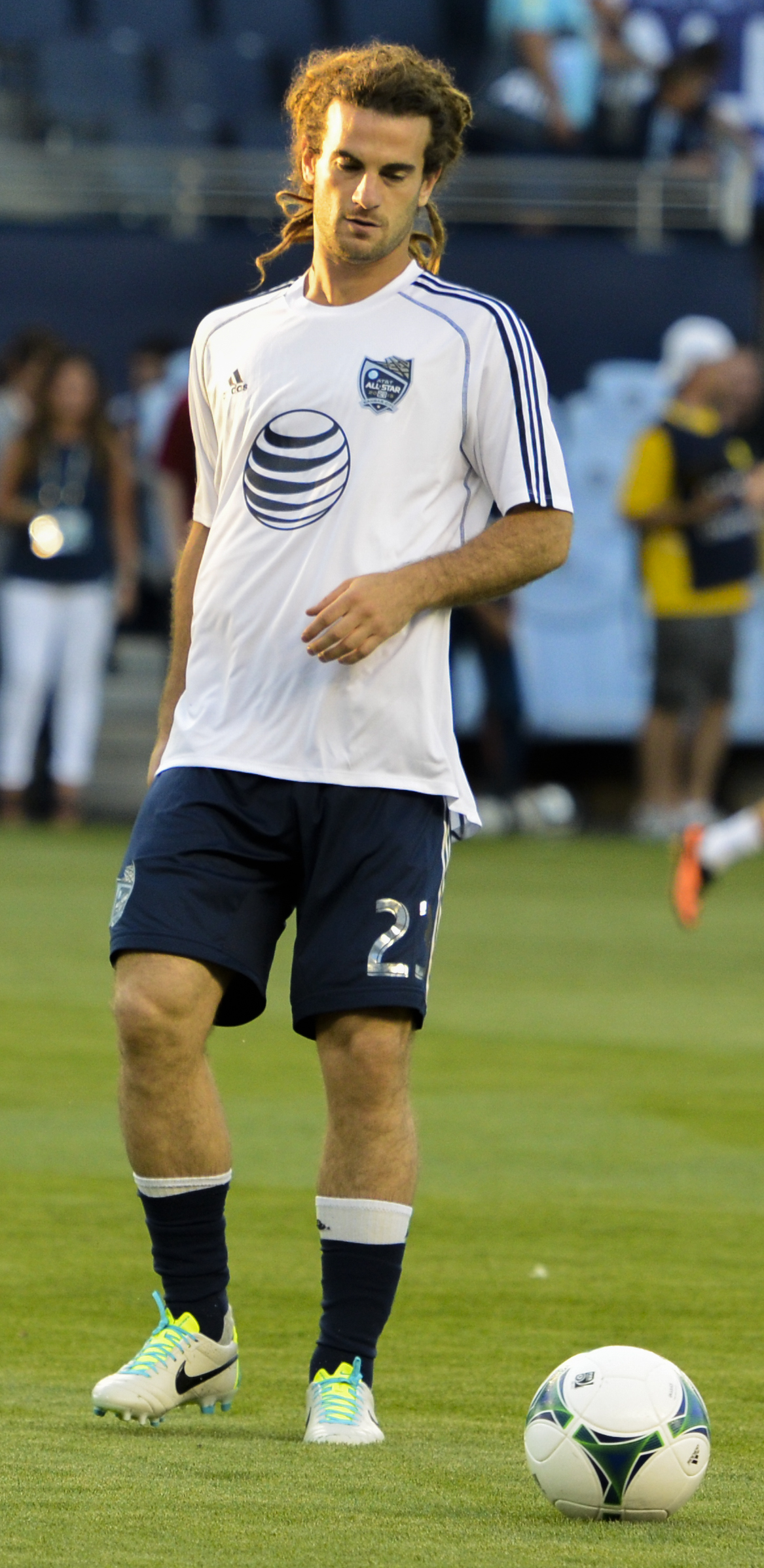
2013년 7월 31일, 캔자스주 캔자스시티의 스포팅 파크에서 열릴 MLS 올스타 게임을 앞두고 몸을 푸는 레알 솔트레이크 미드필더 카일 베커맨.

### 국가대표팀
베커맨은 다수의 대회에서 미국을 대표로 국제 대회에 참가하였었다. 그는 1997년에 U-16 대표로 프랑스전 일원으로 차출되었었다. 그는 U-17 국가대표팀 선수로 40경기에 출전하였고, 이 중 36경기에 선발로 출전하여 15골을 득점하였다. 그는 뉴질랜드에서 열린 1999년 FIFA U-17 월드컵에서 6경기를 모두 선발로 출전하였고, 미국은 이 대회를 4위로 마무리하였다. 그는 2004년, 멕시코에서 열린 2004년 프리올림픽 예선 토너먼트에서 U-23 국가대표로 출전하였었다.
2007년 1월 20일, 베커맨은 덴마크전에서 성인 국가대표팀 신고식을 치르었다. 그는 베네수엘라에서 열린 2007년 코파 아메리카의 선수 명단에 이름을 올렸고, 그는 2번 출장하였다: 그는 아르헨티나전에서 교체 출전한 뒤 콜롬비아전에서 90분 풀타임을 소화하였다. 2009년 7월, 그는 2009년 CONCACAF 골드컵의 미국 국가대표팀 명단에 이름을 올렸다. 그는 미국 대표로 6경기에 모두 선발 출전하였고, 팀은 대회 준우승을 거두었다. 2009년 8월 27일, 베커맨은 엘살바도르전 (9월 5일) 과 트리니다드 토바고전 (9월 9일) 2번의 FIFA 월드컵 예선전 경기를 앞두고 국가대표팀에 차출되었다. 그는 엘살바도르전 후반에 교체 투입되었다.
2011년 8월, 베커맨은 위르겐 클린스만 신임 미국 국가대표팀의 부름을 받아 재차출되었다. 그는 8월 10일, 멕시코전 (1-1 무승부)에서 90분을 모두 소화하였고, 9월 6일에 0-1로 패한 벨기에와의 친선 경기에서 하프 타임에 교체 투입되었다. 이 시기를 기점으로, 베커맨은 국가대표팀 주전이 되었다.
2013년 7월에 열릴 2013년 CONCACAF 골드컵을 앞두고, 베커맨은 레알 솔트레이크 팀동료인 닉 리만도와 토니 벨트런과 함께 차출되었다. 베커맨과 리만도는 모두 6번의 경기 중 5번의 경기의 선발 라인업에 들었고, 벨트런만 소속팀 홈구장인 리오 틴토 스타디움에서 열린 경기에서 딱 한 경기를 출전하였는데, 이 경기에서 3인방은 모두 90분을 뛰었다. 베커맨은 대회 결승전에 진출하기까지 3번의 어시스트를 기록하였다. 2013년 7월 28일, 베커맨은 리만도와 함께 결승전에 90분 출전하였고, 파나마를 상대로 1-0으로 이긴 미국은 5번째 골드컵 타이틀을 거미쥐었다. 이는 리만도와 벨트런의 첫 골드컵 우승이기도 하였다.
2014년 5월 22일, 베커맨은 브라질에서 열리는 2014년 FIFA 월드컵을 앞두고 최종 23인 엔트리에 이름을 올렸다. 이 월드컵은 베커맨의 첫 번째 월드컵이었다.
| #   | 날짜            | 경기장                               | 상대   | 점수  | 결과  | 대회                   |
| --- | --------------- | ------------------------------------ | ------ | ----- | ----- | ---------------------- |
| 01. | 2009년 7월 18일 | 링컨 파이낸셜 필드, 필라델피아, 미국 | 파나마 | 1 – 1 | 2 – 1 | 2009년 CONCACAF 골드컵 |

## 통계

### 클럽
2014년 5월 27일 기준
| 클럽      | 클럽            | 클럽             | 리그 | 리그 | 컵     | 컵     | 리그컵 | 리그컵 | 대륙       | 대륙       | 합계 | 합계 |
| 시즌      | 클럽            | 리그             | 출장 | 골   | 출장   | 골     | 출장   | 골     | 출장       | 골         | 출장 | 골   |
| 미국      | 미국            | 미국             | 리그 | 리그 | 오픈컵 | 오픈컵 | 리그컵 | 리그컵 | 북아메리카 | 북아메리카 | 합계 | 합계 |
| --------- | --------------- | ---------------- | ---- | ---- | ------ | ------ | ------ | ------ | ---------- | ---------- | ---- | ---- |
| 2000      | 마이애미 퓨전   | 메이저 리그 사커 | 2    | 1    | 0      | 0      | 0      | 0      | 0          | 0          | 2    | 1    |
| 2001      | 마이애미 퓨전   | 메이저 리그 사커 | 1    | 0    | 0      | 0      | 0      | 0      | 0          | 0          | 1    | 0    |
| 2002      | 콜로라도 래피즈 | 메이저 리그 사커 | 14   | 0    | 0      | 0      | 0      | 0      | 0          | 0          | 14   | 0    |
| 2003      | 콜로라도 래피즈 | 메이저 리그 사커 | 28   | 0    | 2      | 0      | 2      | 0      | 0          | 0          | 32   | 0    |
| 2004      | 콜로라도 래피즈 | 메이저 리그 사커 | 29   | 1    | 1      | 0      | 2      | 0      | 0          | 0          | 32   | 1    |
| 2005      | 콜로라도 래피즈 | 메이저 리그 사커 | 30   | 1    | 0      | 0      | 3      | 0      | 0          | 0          | 33   | 1    |
| 2006      | 콜로라도 래피즈 | 메이저 리그 사커 | 31   | 7    | 0      | 0      | 3      | 0      | 0          | 0          | 34   | 7    |
| 2007      | 콜로라도 래피즈 | 메이저 리그 사커 | 13   | 1    | 0      | 0      | 0      | 0      | 0          | 0          | 13   | 1    |
| 2007      | 레알 솔트레이크 | 메이저 리그 사커 | 15   | 2    | 0      | 0      | 0      | 0      | 0          | 0          | 15   | 2    |
| 2008      | 레알 솔트레이크 | 메이저 리그 사커 | 30   | 3    | 0      | 0      | 3      | 0      | 0          | 0          | 33   | 3    |
| 2009      | 레알 솔트레이크 | 메이저 리그 사커 | 25   | 3    | 1      | 0      | 4      | 0      | 0          | 0          | 29   | 3    |
| 2010      | 레알 솔트레이크 | 메이저 리그 사커 | 22   | 2    | 1      | 0      | 2      | 0      | 5          | 1          | 30   | 3    |
| 2011      | 레알 솔트레이크 | 메이저 리그 사커 | 29   | 3    | 0      | 0      | 3      | 0      | 4          | 0          | 36   | 3    |
| 2012      | 레알 솔트레이크 | 메이저 리그 사커 | 30   | 4    | 0      | 0      | 2      | 0      | 3          | 1          | 35   | 5    |
| 2013      | 레알 솔트레이크 | 메이저 리그 사커 | 26   | 4    | 5      | 1      | 5      | 0      | -          | -          | 36   | 5    |
| 2014      | 레알 솔트레이크 | 메이저 리그 사커 | 10   | 2    |        |        |        |        | -          | -          | 10   | 2    |
| 합계      | 미국            | 미국             | 335  | 34   | 10     | 1      | 29     | 0      | 12         | 2          | 386  | 37   |
| 경력 합계 | 경력 합계       | 경력 합계        | 335  | 34   | 10     | 1      | 29     | 0      | 12         | 2          | 386  | 37   |

### 국가대표팀
2013년 9월 16일
| 국가대표팀 | 연도 | 출장 | 골 |
| ---------- | ---- | ---- | -- |
| 미국       |      |      |    |
| 2007       | 3    | 0    |    |
| 2008       | 0    | 0    |    |
| 2009       | 7    | 1    |    |
| 2010       | 2    | 0    |    |
| 2011       | 6    | 0    |    |
| 2012       | 5    | 0    |    |
| 2013       | 9    | 0    |    |
| 합계       | 합계 | 32   | 1  |

## 수상

### 미국
- CONCACAF 골드컵 (1): 2013

### 레알 솔트레이크
- 메이저 리그 사커 서부 컨퍼런스 (1): 2013
- 메이저 리그 사커 동부 컨퍼런스 (1): 2009
- 메이저 리그 사커 MLS컵 (1): 2009

### 개인
- MLS 올스타 (5): 2009, 2010, 2011, 2012, 2013
- MLS 올스타 목록 (2): 2007, 2008

## 사생활
베커맨은 유대계이다. 그는 2014년 1월 4일, 솔트레이크 시티에서 러브 커뮤니케이션스의 광고관리자로 근무하는 그리스계 미국인 케이트 파파스와 결혼하였다.

## 같이 보기
- 메이저 리그 사커 현역 선수 목록